# Darja Dugina
Darja Aleksandrowna Dugina (ros. Дарья Александровна Дугина; ur. 15 grudnia 1992, zm. 20 sierpnia 2022) – rosyjska komentatorka polityczna, córka prokremlowskiego ideologa Aleksandra Dugina. Była aktywna w rosyjskich działaniach propagandowych podczas konfliktu na Ukrainie w 2022 roku; jej śmierć w zamachu bombowym była komentowana przez osoby publiczne w wielu krajach.

## Życiorys
Ukończyła studia na Wydziale Filozoficznym Moskiewskiego Uniwersytetu Państwowego im. Łomonosowa w 2014 roku. Od 1 września 2012 do 31 maja 2013 odbywała staż naukowy na Uniwersytecie Bordeaux 3 we Francji, gdzie studiowała historię neoplatonizmu i jednocześnie pracowała jako specjalna korespondentka nacjonalistycznego kanału telewizyjnego Cargrad TV. W latach 2015–2018 była aspirantką Uniwersytetu Moskiewskiego i pisała pracę kandydacką pt. „Interpretacja filozofii politycznej Platona w komentarzach Proklosa” (ros. Интерпретация политической философии Платона в комментариях Прокла Диадоха), ale nie obroniła tej dysertacji. Aktywnie wspierała liderkę nacjonalistycznej partii Frontu Ludowego Marine Le Pen podczas wyborów prezydenckich we Francji w 2017 i 2022 roku.
Pracowała jako publicystka polityczna dla Międzynarodowego Ruchu Eurazjatyckiego założonego przez jej ojca, Aleksandra Dugina, promującego Wielką Rosję od Dublina po Władywostok. Wypowiadała się jako komentator w drugorzędnych mediach w duchu ideologii eurazjatyzmu i podpisywała swoje teksty „Darja Płatonowa”, co miało być jej hołdem dla Platona. Wbrew wykształceniu i zamiłowaniu do dzieł wielkich filozofów komentarze Darji Duginy, zdaniem niektórych dziennikarzy, nie wyróżniały się oryginalnością i stanowiły powtórzenia znanych tez propagandy rosyjskiej.
Dugina otwarcie popierała rosyjską inwazję na Ukrainę. Kwestionowała m.in. rzeź w Buczy: nazwała ją „inscenizacją Amerykanów” i napisała, że „znawcy językoznawstwa” zwracają uwagę na współbrzmienie słowa „Bucza” i słowa butcher (w języku angielskim znaczącego „rzeźnik”). Przez zagraniczne organizacje uznawana była za jeden z trybów kremlowskiej propagandy i zajmowała się szerzeniem dezinformacji na temat Ukrainy.  Dla Cargradu Dugina przez długi czas prowadziła program „Nasz Punkt Widzenia” i planowała wrócić na antenę ponownie w „Pierwszym Rosjaninie”. W czerwcu Dugina odwiedziła Donieck i Mariupol, w tym hutę Azowstal, gdzie robiła sobie selfie na gruzach huty. W propagandowym Radiu Sputnik powiedziała, że w zakładzie Azowstal znalazła całą piwnicę rusofobicznej literatury. Dugina za wspieranie działań podważających niezależność Ukrainy znajdowała się na liście osób objętych sankcjami amerykańskimi, brytyjskimi, australijskimi i kanadyjskimi.
Zginęła 20 sierpnia 2022 r. w obwodzie moskiewskim po tym, jak ukryty ładunek wybuchowy eksplodował w pojeździe, którym podróżowała – oficjalne potwierdzenie rosyjskich śledczych w sprawie zdarzenia pod Moskwą. Wybuch był tak silny, że oderwał dach auta, kobieta zaś została wyrzucona na zewnątrz razem z fotelem kierowcy. Kobieta zginęła na miejscu. Według sekcji zwłok, śmierć nastąpiła w wyniku wstrząsu, spowodowanego przez ciężki uraz wielonarządowy (ros. тяжелая сочетанная травма) i urazową amputację kończyny. Samochód osobowy Toyota Land Cruiser Prado, w którym została zamordowana, był prawie nowy i należał do Darji Duginy, a nie jej ojca, jak przypuszczano wcześniej.

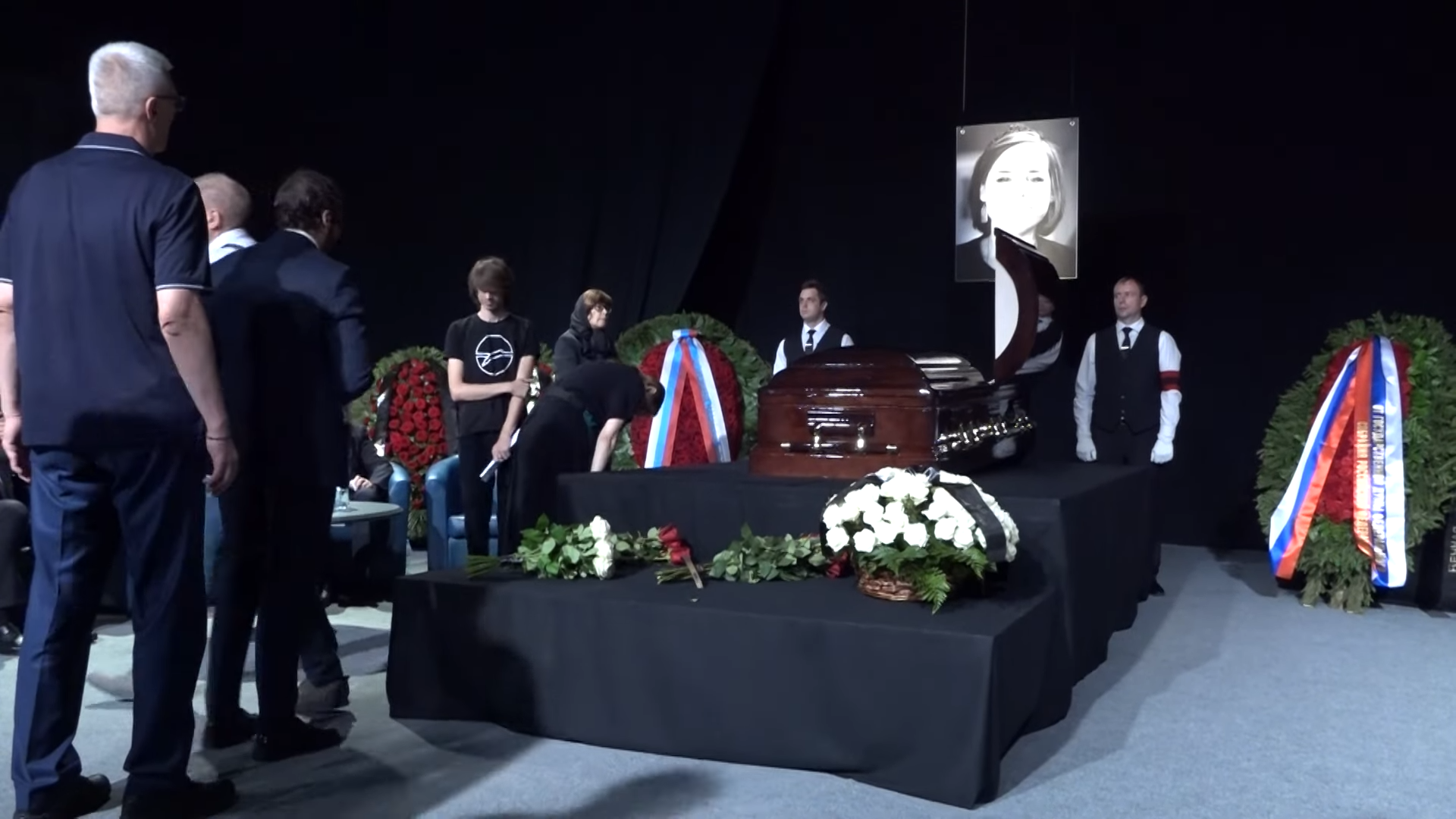
Ceremonia pożegnalna Darji Duginy

Została pośmiertnie odznaczona Orderem Męstwa. Ceremonia pogrzebowa odbyła się 23 sierpnia w Centrum Telewizyjnym „Ostankino”; uczestniczyło w niej ponad 200 osób, w tym wysocy rangą politycy i przedstawiciele świata mediów, a także pracownicy wydziału, którego była absolwentką. Darja Dugina została pochowana we wsi Michajłowska Słoboda (rejon ramieński).

### Reakcja na śmierć
FSB po dwóch dobach stwierdziła, że zamachu dokonały służby specjalne Ukrainy, oraz podała sprawczynię zamachu. Jako osobę podejrzaną o wykonanie zamachu FSB wskazała Natalię Wowk, obywatelkę Ukrainy. Według FSB urodzona w 1979 r. kobieta do Rosji wjechała razem z 12-letnią córką, a po zamachu opuściła ten kraj, wjeżdżając z obwodu pskowskiego w Rosji na terytorium Estonii. Z kolei brak śladów obrażeń na twarzy zmarłej, zaobserwowany w czasie pogrzebu, zdaniem niektórych komentatorów wskazywać ma na to, że autorami zamachu mają być rosyjskie służby specjalne. Wyjaśnieniem może być zastosowanie np. maski pośmiertnej, popularnej w Rosji. Władze Ukrainy zaprzeczyły, jakoby miały związek z zamachem. Odpowiedzialność za zamach na Darję Duginę przyjęła nieznana dotąd, podziemna rosyjska organizacja Narodowa Armia Republikańska, ale eksperci powątpiewają w istnienie takiej organizacji.
Po zabójstwie Duginy, minister obrony Czech, Jana Černochová napisała na Twitterze:
—  Jana Černochová 
Po tej wypowiedzi ambasador Rosji przy ONZ Wasilij Niebienzia zarzucił czeskiej działaczce poparcie terroryzmu. Jej wypowiedź potępili również czescy politycy Petr Tluchoř i Svatopluk Němeček. Papież Franciszek złożył kondolencje w związku z morderstwem Darji Duginy i nazwał ją "biedną dziewczyną". Zdaniem papieża córkę Aleksandra Dugina, można zaliczyć do grona „niewinnych” zabitych z powodu wojny. Na słowa papieża zareagował krytyką m.in. Donald Tusk. Ambasador Ukrainy przy Stolicy Apostolskiej Andrij Jurasz napisał na Twitterze, że słowa papieża Franciszka, jakie wypowiedział podczas audiencji generalnej w Watykanie są "rozczarowujące", ponieważ, zdaniem dyplomaty, nie można w tych samych kategoriach mówić o "agresorze i ofierze". Andrij Jurasz podkreślił w tweecie: "Jak to możliwe, by wspomnieć o jednym z ideologów rosyjskiego imperializmu jako niewinnej ofierze?". 
Julia Łatynina, przebywająca na emigracji rosyjska publicystka niezależnej „Nowej Gaziety”, porównuje zamach na Darję Duginę do zabójstwa Siergieja Kirowa, które miało miejsce w 1934 roku, i stało się dla Józefa Stalina pretekstem do czystek i masowych represji. Dziennikarka zwraca uwagę na fakt, że śmierć Darji Duginy nastąpiła w czasie, gdy na szczytach władzy w Rosji zaczęły się konflikty wywołane niepowodzeniami w wojnie z Ukrainą. Na ten fakt wskazują także w rozmowie z Wirtualną Polską płk Maciej Matysiak, były wiceszef Służby Kontrwywiadu Wojskowego oraz ppłk Marcin Faliński, były oficer Agencji Wywiadu.
Zdaniem prof. Michaiła Maslina, który kiedyś egzaminował Darję Duginę i był zachwycony jej zdolnościami, zabójstwo kobiety było adresowane w stronę jej ojca.